# Песков, Сергей Николаевич
Серге́й Никола́евич Песко́в (24 мая 1948 — 27 мая 2014) — российский дипломат. Чрезвычайный и полномочный посланник 1-го класса (28 июня 2006 года).

## Биография
В 1972 году окончил Институт стран Азии и Африки при МГУ им. М. В. Ломоносова. 
Работал в Комитете солидарности со странами Азии и Африки, затем — в Союзе советских обществ дружбы с зарубежными странами. Работа проходила в арабских странах — Египте, Ливии, Объединённых Арабских Эмиратах.
Был на дипломатической работе с 1987 года.
В 2000—2003 годах был советником-посланником — представителем России при Палестинской национальной администрации в Газе. В 2004 году был заместителем директора Департамента Ближнего Востока и Северной Африки МИД России. 
С 12 июля 2004 по 30 сентября 2008 года являлся чрезвычайным и полномочным послом России в Пакистане.
В 2009—2010 годах был заместителем директора Департамента по связям с субъектами Федерации, парламентом и общественными объединениями МИД России.
В 2010—2011 годах был послом по особым поручениям.
С 1 ноября 2011 по 27 декабря 2013 года являлся чрезвычайным и полномочным послом России в Омане.

## Награды
- Медаль ордена «За заслуги перед Отечеством» II степени (14 ноября 2002 года) — За активное участие в реализации внешнеполитического курса Российской Федерации и многолетнюю добросовестную работу[8].

## Семья и потомки
Сын — Дмитрий Песков (род. 1967), пресс-секретарь президента России Владимира Путина.
- Внук — Николай Чоулз (род. 1990), внесён в санкционные списки Евросоюза, США и ряда других стран.
- Внучка — Елизавета Пескова (род. 1998)
- Внук — Мик Песков (род. 2004), обучается в МГИМО.
- Внук — Дени Песков (род. 2008), живёт в Париже с матерью Екатериной Солоницкой.
- Внучка — Надежда Пескова (род. 2014).